# Paryphodes leucurus
Paryphodes leucurus är en tvåvingeart som beskrevs av Speiser 1914. Paryphodes leucurus ingår i släktet Paryphodes och familjen bredmunsflugor. Inga underarter finns listade i Catalogue of Life.